# Thom Gunn
Thom Gunn, né Thomson William Gunn à Gravesend le 29 août 1929, mort le 25 avril 2004), est un poète anglo-américain, connu aussi bien pour ses premiers poèmes publiés en Angleterre où il est associé à The Movement (en), qu'à ses derniers poèmes publiés aux États-Unis. Après s'être installé à San Francisco et avoir révélé être gay, Gunn, a écrit sur des sujets touchant à l'homosexualité, particulièrement dans The Man With Night Sweats en 1992, à la drogue, au sexe, sujets familiers à son style de vie. Il a obtenu de nombreux prix littéraires.

## Biographie
Les parents de Thom Gunn, journalistes, divorcent quand il a dix ans. Sa vie fut affectée par une tragédie : le suicide de sa mère. Celle-ci l'avait initié à la littérature, particulièrement à Christopher Marlowe, John Keats, John Milton et Alfred Tennyson.
Il suit les cours de l'University College School (en) à Hampstead, puis passe deux années au British national service (en) et six mois à Paris. Il étudie ensuite la littérature anglaise au Trinity College, Cambridge, dont il est diplômé en 1953. Il publie en 1954 son premier recueil, Fighting Terms, à propos duquel John Press a écrit : « Voici l'un des quelques recueils de la poésie d'après-guerre que tous les amateurs doivent se procurer et étudier ».
Sa poésie est alors proche de celle de The Movement (en), puis du travail de Ted Hughes. Elle a été, avec celle de Philip Larkin, Donald Davie (en) et des autres membres de The Movement, décrite comme « mettant en valeur la pureté de la diction, un ton neutre, encourageant un langage plus sobre et un désir de représenter une vision du monde découvert par des yeux neufs ».
En 1954, Gunn émigre aux États-Unis pour enseigner à l'université Stanford et pour rester proche de son compagnon, Mike Kitay, qu'il avait rencontré à l'université. Gunn a enseigné à l'Université de Californie à Berkeley de 1958 à 1966 et de nouveau de 1973 à 1990.
En 1971, il reçoit la bourse Guggenheim pour House in San Francisco,.
Il meurt en 2004 d'une overdose dans sa maison de Haight-Ashbury à San Francisco, où il vivait depuis 1960.

## Publications
- 1954 : Fighting Terms, Fantasy Press, Oxford
- 1957 : The Sense of Movement, Faber, Londres - Prix Somerset-Maugham
- 1961 : My Sad Captains and Other Poems, Faber, Londres
- 1962 : Selected poems by Thom Gunn and Ted Hughes, Faber, Londres
- 1967 : Touch
- 1971 : Moly
- 1974 : To the Air
- 1976 : Jack Straw's Castle
- 1979 : Selected Poems 1950-1975
- 1982 : The Occasions of Poetry, essays (U.S. edition, 1999)
- 1982 : Talbot Road[8]
- 1982 : The Passages of Joy
- 1992 : The Man With Night Sweats
- 1992 : Old Stories (poetry)[8]
- 1993 : Collected Poems - Prix Lambda Literary
- 1993 : Shelf Life: Essays, Memoirs and an Interview (Poets on Poetry), University of Michigan press
- 1993 : The man without sweats, Farrar Straus Giroux
- 1994 : Collected Poems, Faber & Faber
- 1998 : Frontiers of Gossip
- 2000 : Boss Cupid, Faber and Faber
- 2009 : Selected Poems, Fsg Adult
- 2018 : New Selected Poems, Farrar Straus & Giroux
- 2021 : The letters of Thom Gunn, Faber & Faber